# Dover (Anglaterra)
Dover (pronunciat /ˈdoʊvər/; en català antic Dobla) és un municipi del Regne Unit, situat al comtat de Kent, a l'extrem sud-est de l'illa de Gran Bretanya. És el major port que Anglaterra té al canal de la Mànega. Segons el cens de l'any 2000, la ciutat de Dover tenia 28.156 habitants, però si es tenia en compte tota l'àrea urbanitzada, la població era de 39.078 habitants. En el seu litoral els romans van iniciar les campanyes de conquesta de Britànnia, amb el fracassat desembarcament de Dover de Juli Cèsar.
A causa de la seva proximitat amb França, sempre ha estat un important lloc estratègic que calia vigilar. Va ser un dels Cinque Ports; i un bastió des de les guerres napoleòniques. A partir del segle xix ha estat també un popular lloc d'estiueig.

## Nom
La primera vegada que apareix escrit el seu nom és en la forma llatinitzada Portus Dubris, que tradicionalment s'ha dit que procedeix d'un terme brità que vol dir «aigües», que correspon a la paraula gal·lesa d'època medieval dwfr. El mateix element està present en una altra localitat, Wendover i també en el nom del riu Dour.
Segons un estudi efectuat el 2013 cabria la possibilitat que el nom fos una antiga paraula que voldria dir «doble bancal», en referència a la forma del port natural d'aquesta ciutat. Aquesta paraula encara es fa servir a l'Illa de Wight amb aquest sentit, i d'aquí deriven la forma Doverre que apareix en alguns documents escrits.
El nom actual apareix en l'obra de Shakespeare, El Rei Lear (escrita entre el 1603 i el 1606), en la qual la ciutat i els seus penya-segats tenen un lloc destacat. En català antic el nom era Dobla i en francès Douvres.

## Geografia
Podria ser que la vista des del mar dels seus blancs penya-segats donés origen al sobrenom d'Albió per referir-se a l'illa de la Gran Bretanya. Dover està a prop de l'extrem sud-est d'aquesta illa, entre Deal i Folkestone, en la costa del canal de la Mànega. Des de South Foreland, que és el punt més proper al continent europeu, només hi ha 34 km (21 milles) fins a Cap Gris Nez, un punt de la costa francesa a prop de Calais. En aquest lloc el canal rep el nom d'estret de Dover. Es creu que en època prehistòrica hi havia una mena de llengua de terra, formada durant la marea baixa, que unia l'illa amb el continent, on ara està l'estret, la qual va facilitar l'arribada de colons.
La vall del riu Dour acaba formant un port natural que dona protecció del vent dominant, el del sud-oest. Aquesta forma del litoral ha estat la causa de l'acumulació de sediments a la desembocadura del riu que no podien anar més enllà per la força de l'onatge ho impedia; per la qual cosa es van haver de construir dics artificials que mantinguessin el port en ús. Aquests dics s'han ampliat i adaptat, ja que actualment el port es troba gairebé íntegrament en terrenys guanyats al mar.

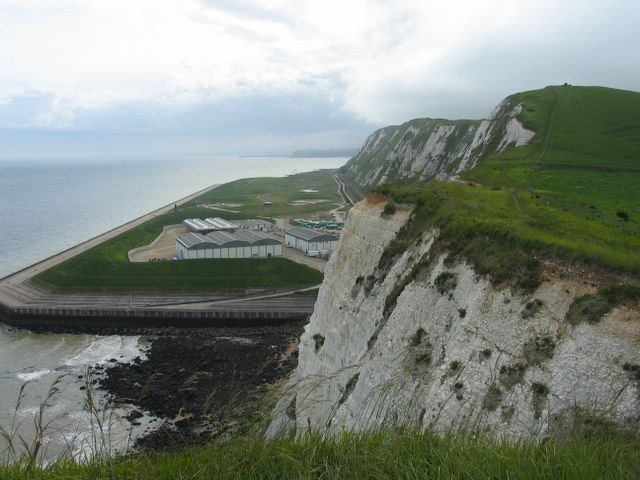
Costa de Dover a Samphire Hoe.

La part més elevada, a ambdós costats de la vall –els Western Heights i la banda est on està el castell– ha estat adaptada perquè fes la funció de protecció contra els invasors. La ciutat ha anat creixent per la vall, riu amunt, i ha acabant assimilant altres pobles dins la seva àrea. Cap a la costa hi ha poca possibilitat d'expansió, ja que els penya-segats ocupen tot l'espai. Per fer passar el ferrocarril es van haver de construir túnels als peus dels penya-segats.

## Història
Les troballes arqueològiques demostren que aquest lloc va estar poblat en l'edat de pedra i que, en l'edat del bronze la influència marítima ja era important en la vida dels seus habitants. També s'han trobat restes de l'edat del ferro i, amb l'arribada dels romans al segle vi aC va esdevenir una de les poblacions de la seva xarxa de comunicacions. Com Lemanis (Lympne) i Rutupiae (Richborough), Dover estava connectada per camins amb Durovernum (Canterbury i la via anomenada Watling Street. D'aquesta època es conserven les restes d'una mansio per als viatjants. Els romans van fortificar el seu port, al qual anomenaven Portus Dubris.

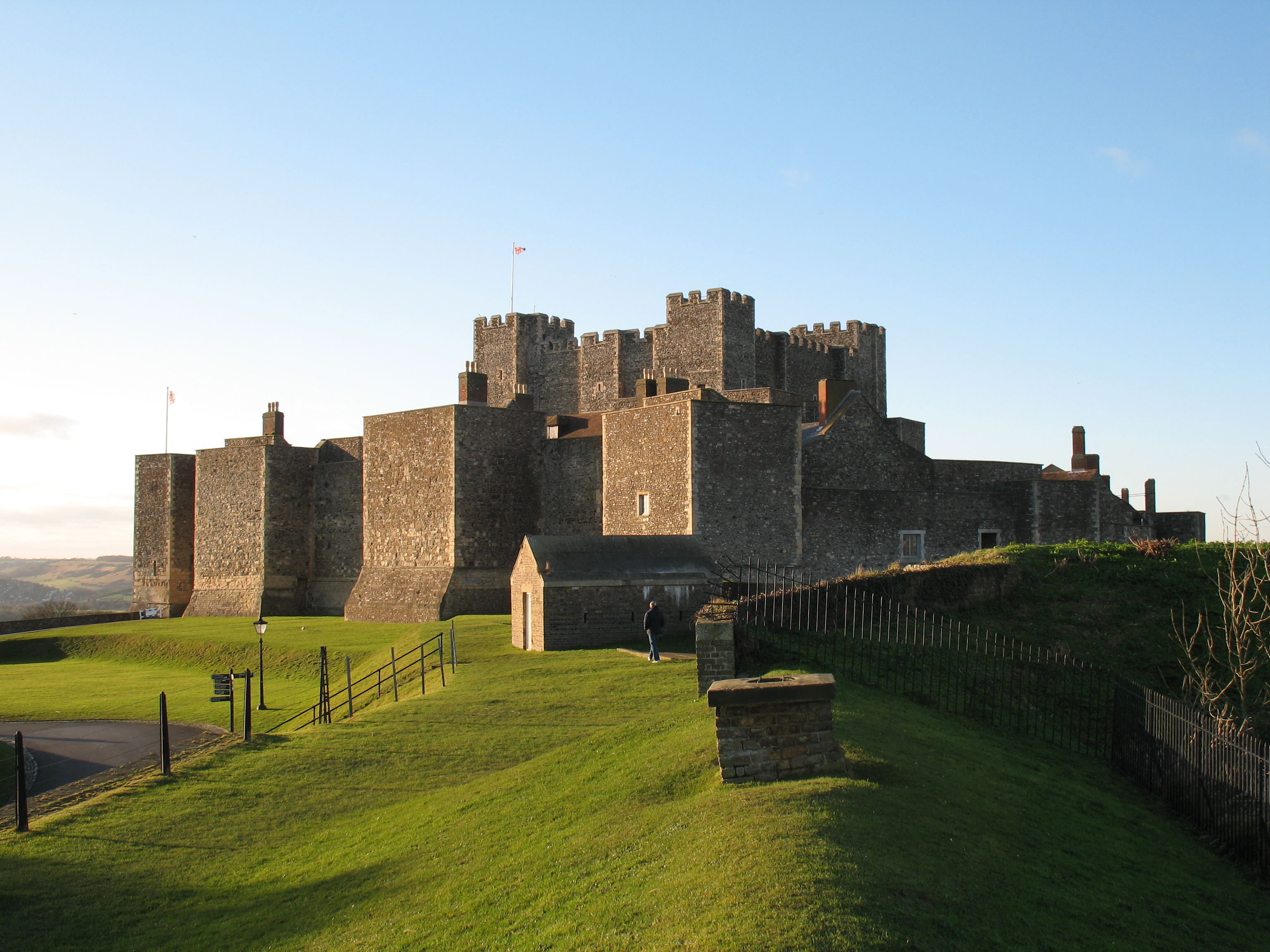
Castell de Dover

Quan els romans van marxar, els juts van ocupar el seu lloc i Dover va formar part del Regne de Kent. El castell actual és d'època anglosaxona. El rei Eadbald de Kent va donar permís per crear una comunitat d'11 canonges probablement amb relació a una església dedicada a la Mare de Déu, els quals durant el regnat de Whitred van fundar un priorat dedicat a sant Martí, anomenat priorat de Dover. Vers l'any 1050 cinc ciutats portuàries es van unir, entre elles Dover, per formar els Cinque Ports, una confederació creada amb finalitats mercantils i militars. Durant la conquesta normanda la ciutat va ser incendiada i quan Guillem el Conqueridor va confiar l'administració d'aquestes terres al bisbe Odó, nomenat comte de Kent, no les van poder valorar; això no obstant al Domesday Book figura com un important burg. El 1253 es va construir l'església i cementiri de sant Edmond. També es va fer un hospital per acollir pelegrins que anaven cap a la catedral de Canterbury.
Al segle xiii el castell va afrontar dos atacs: el primer va ser l'any 1216, quan el príncep Lluís de França va muntar setge i gairebé aconsegueix capturar la ciutat; el segon va ser l'any 1295, també efectuat per francesos.
El 1398, venint d'un viatge a França, el rei Enric VIII d'Anglaterra va patir les conseqüències d'un temporal i l'embarcació on anava va naufragar. Els ciutadans de Dover el van rescatar i el van acollir com un pobre, ja que havia perdut tot el que portava a les naus. Durant el seu regnat es van reforçar les muralles i el castell, cosa que ell va revisar en persona durant una altra visita.
El 1580 a Dover es van patir un terratrèmols de magnitud 5.7–5.8 ML.

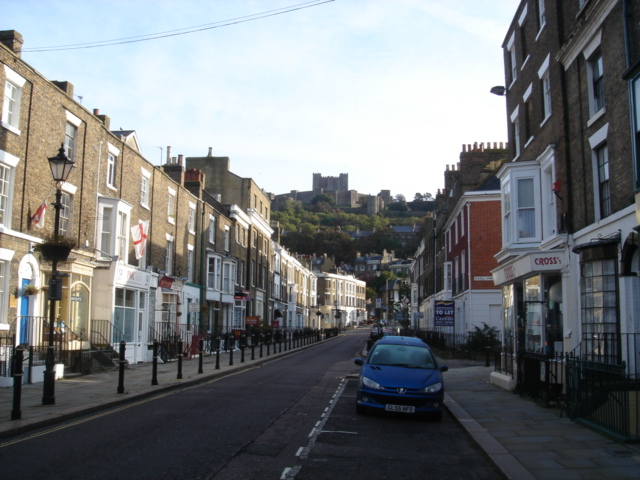
Carrer amb vistes al castell

Durant la guerra civil anglesa (1642–1651) la ciutat es va declarar favorable al rei, però va ser capturada pel bàndol contrari, els parlamentaristes el 1648. Carles II va desembarcar aquí el 1660 per restaurar la monarquia i va nomenar Bernard de Gomme pe fer reparacions al port. El 26 de maig del 1670, Carles II va signar a Dover un tractat secret per acabar amb les hostilitats amb Lluís XIV de França.
Durant les guerres Napoleòniques, per por a una invasió, es va fortificar tota la ciutat i va tenir una guarnició permanent de soldats; aquesta estratègia va continuar durant la primera guerra mundial.
Entre el 1801 i el 1901 la població es va incrementar un 600 per cent. el port es va eixamplar amb blocs artificials i la seva platja es va posar de moda com a lloc de vacances. Es van construir hotels i atraccions turístiques al passeig marítim. El ferrocarril va arribar amb la línia del sud-est, el 1844. La navegació a través del canal va augmentar. Però després de tanta prosperitat van arribar els bombardeigs de la primera —a Dover va caure una bomba la nit de Nadal del 1919— i Segona Guerra Mundial —en què van morir 216 civils.

## Clima
Dover té un clima oceànic segons la classificació de Koppen, amb temperatures suaus i amb pluges fines tots els mesos. La temperatura més càlida enregistrada és de 31 °C i la més freda −8 °C, però la temperatura habitual va entre els 3 °C i els 21.1 °C. La temperatura de la mar està més freda en el mes de febrer quan assoleix només 13 °C en el moment més càlid del dia, mentre que al gener arriba a 16 °C.
| Dades climàtiques a Port de Dover, altitud: 0m (1981-2010) | Dades climàtiques a Port de Dover, altitud: 0m (1981-2010) | Dades climàtiques a Port de Dover, altitud: 0m (1981-2010) | Dades climàtiques a Port de Dover, altitud: 0m (1981-2010) | Dades climàtiques a Port de Dover, altitud: 0m (1981-2010) | Dades climàtiques a Port de Dover, altitud: 0m (1981-2010) | Dades climàtiques a Port de Dover, altitud: 0m (1981-2010) | Dades climàtiques a Port de Dover, altitud: 0m (1981-2010) | Dades climàtiques a Port de Dover, altitud: 0m (1981-2010) | Dades climàtiques a Port de Dover, altitud: 0m (1981-2010) | Dades climàtiques a Port de Dover, altitud: 0m (1981-2010) | Dades climàtiques a Port de Dover, altitud: 0m (1981-2010) | Dades climàtiques a Port de Dover, altitud: 0m (1981-2010) | Dades climàtiques a Port de Dover, altitud: 0m (1981-2010) |
| Mes                                                        | gen                                                        | febr                                                       | març                                                       | abr                                                        | maig                                                       | juny                                                       | jul                                                        | ag                                                         | set                                                        | oct                                                        | nov                                                        | des                                                        | anual                                                      |
| ---------------------------------------------------------- | ---------------------------------------------------------- | ---------------------------------------------------------- | ---------------------------------------------------------- | ---------------------------------------------------------- | ---------------------------------------------------------- | ---------------------------------------------------------- | ---------------------------------------------------------- | ---------------------------------------------------------- | ---------------------------------------------------------- | ---------------------------------------------------------- | ---------------------------------------------------------- | ---------------------------------------------------------- | ---------------------------------------------------------- |
| Màxima rècord °C (°F)                                      | 16 (61)                                                    | 13 (55)                                                    | 18 (64)                                                    | 23 (73)                                                    | 26 (79)                                                    | 28 (82)                                                    | 31 (88)                                                    | 31 (88)                                                    | 25 (77)                                                    | 24 (75)                                                    | 16 (61)                                                    | 14 (57)                                                    | 31 (88)                                                    |
| Màxima mitjana °C (°F)                                     | 7.8 (46)                                                   | 7.8 (46)                                                   | 10.1 (50.2)                                                | 11.9 (53.4)                                                | 15.7 (60.3)                                                | 18.2 (64.8)                                                | 20.7 (69.3)                                                | 21.1 (70)                                                  | 18.8 (65.8)                                                | 15.4 (59.7)                                                | 11.4 (52.5)                                                | 8.4 (47.1)                                                 | 14.0 (57.2)                                                |
| Mitjana diària °C (°F)                                     | 5.6 (42.1)                                                 | 5.4 (41.7)                                                 | 7.4 (45.3)                                                 | 9.1 (48.4)                                                 | 12.5 (54.5)                                                | 15.2 (59.4)                                                | 17.5 (63.5)                                                | 17.8 (64)                                                  | 15.8 (60.4)                                                | 12.6 (54.7)                                                | 8.9 (48)                                                   | 6.2 (43.2)                                                 | 11.2 (52.2)                                                |
| Mínima mitjana °C (°F)                                     | 3.3 (37.9)                                                 | 3.0 (37.4)                                                 | 4.6 (40.3)                                                 | 6.3 (43.3)                                                 | 9.3 (48.7)                                                 | 12.1 (53.8)                                                | 14.3 (57.7)                                                | 14.5 (58.1)                                                | 12.8 (55)                                                  | 9.8 (49.6)                                                 | 6.4 (43.5)                                                 | 4.0 (39.2)                                                 | 8.4 (47.1)                                                 |
| Mínima rècord °C (°F)                                      | −5 (23)                                                    | −8 (18)                                                    | −4 (25)                                                    | −1 (30)                                                    | 1 (34)                                                     | 5 (41)                                                     | 6 (43)                                                     | 8 (46)                                                     | 6 (43)                                                     | 1 (34)                                                     | −3 (27)                                                    | −6 (21)                                                    | −8 (18)                                                    |
| Precipitació mitjana mm (polzades)                         | 74.9 (2.949)                                               | 59.4 (2.339)                                               | 51.5 (2.028)                                               | 60.0 (2.362)                                               | 50.9 (2.004)                                               | 56.2 (2.213)                                               | 49.5 (1.949)                                               | 57.6 (2.268)                                               | 67.4 (2.654)                                               | 101.9 (4.012)                                              | 102.2 (4.024)                                              | 85.3 (3.358)                                               | 816.8 (32.157)                                             |
| Mitjana de dies de precipitació (≥ 1.0 mm)                 | 12.3                                                       | 10.6                                                       | 10.6                                                       | 10.5                                                       | 8.1                                                        | 8.2                                                        | 8.2                                                        | 8.0                                                        | 10.2                                                       | 11.6                                                       | 12.6                                                       | 12.7                                                       | 123.5                                                      |
| Humitat relativa mitjana (%)                               | 88                                                         | 86                                                         | 84                                                         | 81                                                         | 83                                                         | 84                                                         | 84                                                         | 82                                                         | 82                                                         | 84                                                         | 87                                                         | 88                                                         | 84.4                                                       |
| Mitjana mensual d'hores de sol                             | 66.0                                                       | 83.4                                                       | 117.5                                                      | 185.2                                                      | 214.7                                                      | 213.3                                                      | 221.6                                                      | 223.4                                                      | 159.4                                                      | 126.0                                                      | 76.7                                                       | 55.8                                                       | 1.743                                                      |
| Font #1: Met Office                                        |                                                            |                                                            |                                                            |                                                            |                                                            |                                                            |                                                            |                                                            |                                                            |                                                            |                                                            |                                                            |                                                            |
| Font #2: weather2                                          |                                                            |                                                            |                                                            |                                                            |                                                            |                                                            |                                                            |                                                            |                                                            |                                                            |                                                            |                                                            |                                                            |

## Demografia
El 1800, l'any anterior al primer cens nacional efectuat al Regne Unit, Edward Hasted (1732–1812) va escriure que la població de Dover era de gairebé 10.000 habitants.
En el cens del 2001 tota l'àrea construïda tenia 39.078 habitants, dels quals 28.156 residien al nucli urbà.
Amb l'expansió de Dover, moltes de les poblacions properes han quedat incorporades en un continu urbà. Originàriament a Dover només hi havia dues parròquies: la de St. Mary i la de St. James; des del 1836 Buckland i Charlton van quedar incorporades; Maxton (un llogaret situat a l'oest) i altres nuclis al nord: River, Kearsney, Temple Ewell, i Whitfield, han quedat dins l'administració de Dover.

## Economia

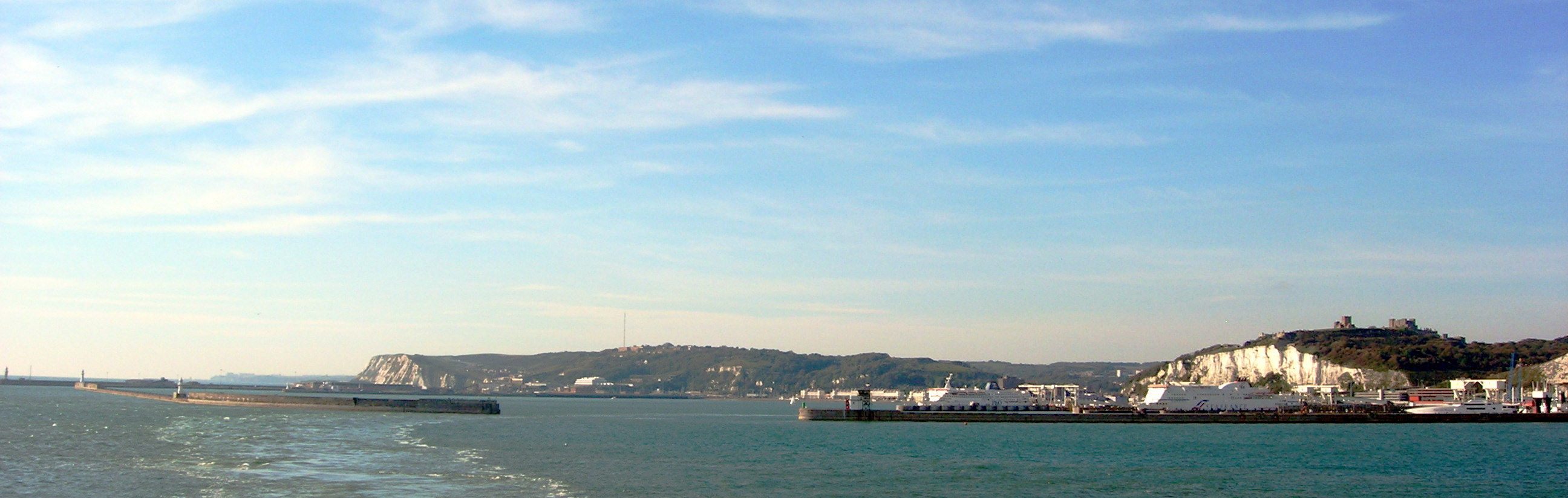
Vistes del port

Fins i tot abans de la industrialització Dover va tenir foneries i fàbriques situades a la vora del riu. Els productes tradicionals eren: la cervesa, la mostassa, l'oli de colza, ciris, bombones per a gas, botes per a soldats i paper.
Actualment el pes de l'economia el té el port amb servei de transport diari, però també de mercaderies i de pesca. Encara és considerada, pel seu clima benigne, un bon lloc per anar de vacances i rep molts visitants. Està molt ben comunicada amb dues línies de ferrocarril: una cap a Folkestone on enllaça amb l'eurotúnel i l'altra amb Canterbury i Londres. També té accés a l'autopista A2.

## Agermanaments
Dover té relacions d'agermanament amb:
- Calais (França)
- Huber Heights (Ohio) (EUA)
- Split (Croàcia)

## Llocs d'interès
- El castell
- Els penya-segats White Cliffs
- Els promontoris de l'oest, Western Heights
- El museu de Dover

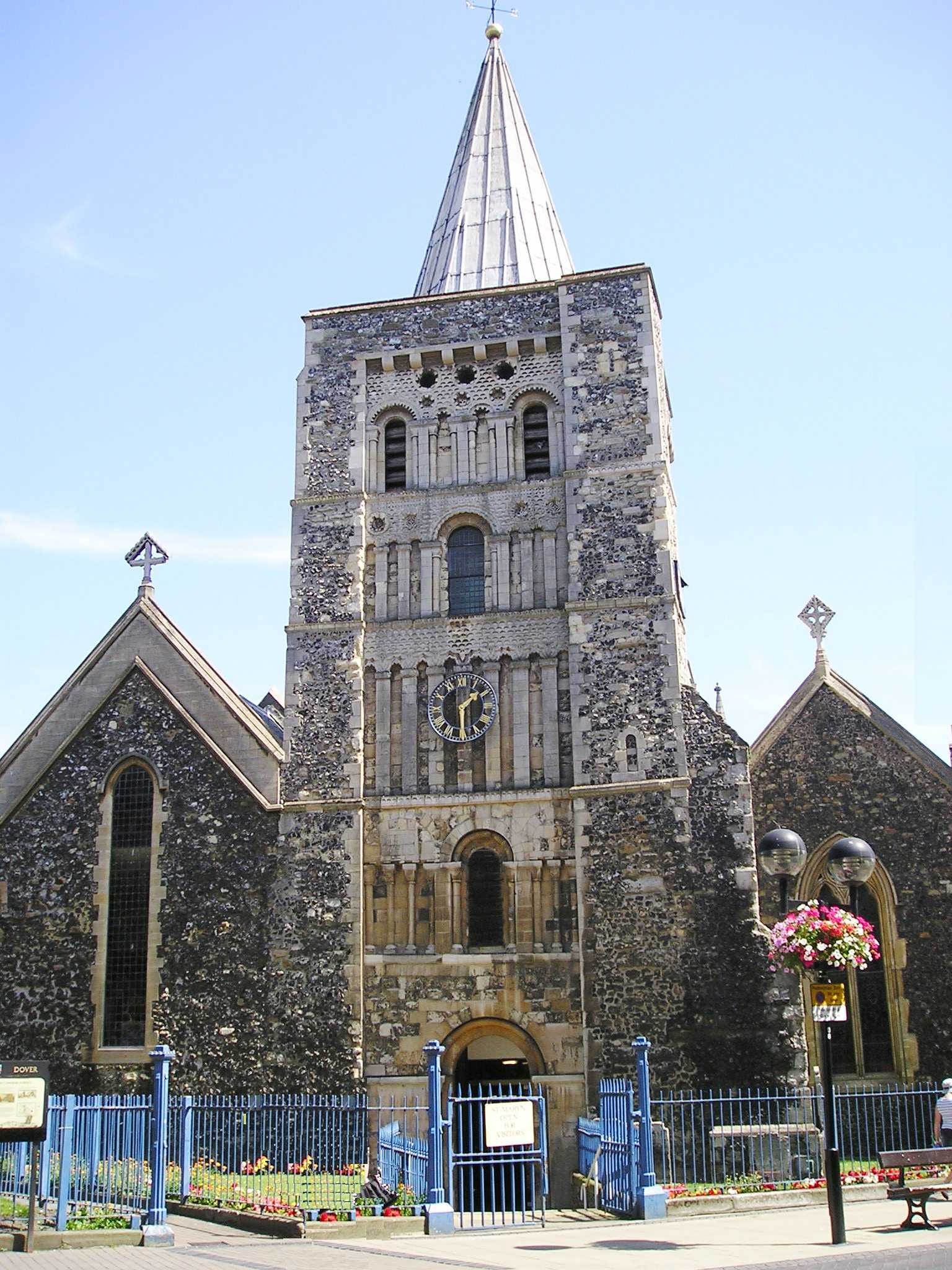
St Mary's Church

- La vil·la romana, Roman Painted House Museum
- El museu del transport
- Samphire Hoe, paratge natural de 30 hectàrees.
- El passeig marítim
- El far, South Foreland Lighthouse, actualment fora de servei.
- Pines Garden, casa senyorial i jardins que es visita com a museu.
- St Edmund's Chapel, una església medieval
- Connaught Park
- L'abadia de Kearsney
- Russel Gardens & Bushy Ruff
- St Mary's Church, església reconstruïda al segle xix.
- El monument a Louis Bérial que marca el lloc exacte on va aterrar aquest pioner de l'aviació.